# 吉井茂則
吉井 茂則（よしい しげのり、1857年9月21日（安政4年8月4日） - 1930年（昭和5年）10月20日）は、明治時代の建築家。逓信官僚。明治期の帝国仮議事堂の設計者として知られる。

## 経歴等
高知県士族岡林茂基の二男として生まれる。大阪府権大参事吉井正澄の養子となる工学博士。
1871年（明治4年）、大蔵省に出仕、英国留学を命じられる。同年6月ロンドンに到着し、1874年に帰国。工部大学校造家学科（現・東京大学工学部建築学科）に入学、第5回卒業生として1883年に卒業。印刷局、陸軍省を経て、1887年（明治20年）、臨時建設局へ移り、議院の建設に従事する（同局廃止後は内務省土木局）。
ドイツ人建築家アドルフ・ステヒミューラーと仮議事堂（木造）を設計し、1890年竣工。翌年、仮議事堂が焼失すると、60日で再建させた。
1892年（明治25年）より逓信技師。三橋四郎と中京郵便局（旧京都郵便電信局）の設計に当たる（1902年竣工）。この間、1901年9月から翌年5月まで欧米各国を視察する。
当時、鉄道局は逓信省のもとにあったため、鉄道技師を兼任し、駅舎建設にも関わっている（1908年に鉄道院が設立されてからは鉄道院技師を兼任）。
1914年（大正3年）10月退官。

### 家族
妻は、幕末期の海軍人で箱館戦争で投降し東京で獄死した松岡磐吉の娘、松岡臺（ダイ）。

## 栄典
- 正四位勲三等
- 1897年（明治30年）11月30日 - 従五位[10]
- 1909年（明治42年）2月1日 - 従四位 [11]
- 1914年（大正3年）10月20日 - 正四位[12]

## 作品
- 仮議事堂（初代、1890年） - アドルフ・ステヒミューラーと共同設計。
- 仮議事堂（二代目、1891年）
- 嵯峨駅舎[13]（1897年） - 後に嵯峨嵐山駅。2007年取壊し。
- 京都郵便電信局（京都市中京区、1902年竣工） - 三橋四郎と共同設計。現中京郵便局、1978年（昭和53年）に外壁保存で建物内部を更新[14][15]。
- 大阪停車場（二代目、1899年） - 1935年取壊し。
- 逓信省仮庁舎（1908年） - 1907（明治40年）1月に逓信省庁舎が焼失し、建設済（開通前）であった高架橋（丸の内オアゾから大手町2丁目にかけての高架部分）を鉄道局から借用し、14のアーチ部分を利用して建設した[16]。
- 逓信省本庁舎（1909年） - 内田四郎と共同設計。関東大震災で焼失。